# Арпад (Сирия)
Арпад — древний арамейский сиро-хиттийский город на северо-западе Сирии, севернее Алеппо. Арпад стал столицей государства Бит-Агуси, основанном в IX веке до н. э.
В настоящее время на месте Арпада располагается город Телль-Рифъат.
Впервые «страна Арпад» упоминается в надписи ассирийского царя Адад-нирари III, датированной 805/804 годом до н. э. Длительное время являлся одним из наиболее значимых городов-государств Северной Сирии, противостоявших военной экспансии ассирийцев. В период с 743 по 741/740 годы до н. э. Арпад подвергался осаде войск Тиглатпасалара III (только что разгромившего царя Урарту Сардури II в Самсате), окончившейся взятием города и включением его в состав Ассирии.
Город несколько раз упоминается в Библии: 2Цар. 18:34, 19:13, Ис. 10:9, 36:19, 37:13, Иер. 49:23.